# Kick Joneses
Kick Joneses ist eine deutsche Fun-Punk-Band aus Kaiserslautern, gegründet 1992.

## Bandgeschichte
Die Band entstand als Nachfolgegruppe der Band Walter Elf. Kurze Zeit existierten beide Bands bis zum Walter-Elf-Abschiedskonzert im Dezember 1991 gleichzeitig. Die Walter-Elf feierte in den 1980ern mit deutschen Texten Erfolge in der Szene, während die Songs der Kick Joneses zunächst ausschließlich englische Texte hatten, was sich erst beim Album True Freaks Union änderte, auf dem sich auch deutschsprachige Texte fanden.
Alle Alben der Band erschienen bei Rookie Records, dem Label des Gitarristen Jürgen Schattner.

## Diskografie

### Alben
- 1997: Streets Full of Idiots
- 2000: Who Put the Voodoo into Punkrock?
- 2003: Tales of Discontent
- 2009: True Freaks Union
- 2016: Unexpected Gift

### Singles
- 1995: Split mit Super Gouge
- 1996: Split mit Graf Zahl
- 1997: Wer hat in mein Bier gepisst?
- 1998: Paintbox
- 2000: A Vanishing Girl / Mr. Lucky